# Thelenota anax
Thelenota anax е вид морска краставица от семейство Stichopodidae.

## Разпространение и местообитание
Видът е разпространен в Австралия, Американска Самоа, Бангладеш, Бруней, Вануату, Виетнам, Гуам, Джибути, Йемен, Индия, Индонезия, Камбоджа, Кения, Кирибати, Китай, Коморски острови, Мавриций, Мадагаскар, Майот, Малайзия, Малдиви, Маршалови острови, Мианмар, Микронезия, Мозамбик, Науру, Ниуе, Нова Каледония, Оман, Остров Рождество, Острови Кук, Палау, Папуа Нова Гвинея, Провинции в КНР, Реюнион, Самоа, Северни Мариански острови, Сейшели, Сингапур, Соломонови острови, Сомалия, Тайван, Тайланд, Танзания, Токелау, Тонга, Тувалу, Уолис и Футуна, Фиджи, Филипини, Френска Полинезия, Шри Ланка, Южна Африка и Япония.
Обитава пясъчните дъна на лагуни и рифове. Среща се на дълбочина от 7,5 до 69,7 m, при температура на водата от 24,9 до 26,7 °C и соленост 35 – 35,4 ‰.